# Goldene Zeiten – Bittere Zeiten
Goldene Zeiten – Bittere Zeiten ist eine Familienserie der ARD. Sie schildert das Geschick der bürgerlichen Familie Vollmer in den Goldenen Zwanziger Jahren und der Zeit des Nationalsozialismus. Die Ausstrahlung erfolgte 1981 und 1985 im regionalen Vorabendprogramm.

## Handlung
Die Familiensaga Goldene Zeiten – Bittere Zeiten schildert das Schicksal der Schwestern Victoria und Susanne und ihres Vaters Fritz Vollmer zwischen Ende des Ersten und Ende des Zweiten Weltkrieges.
Victoria heiratet zu Beginn der 1920er Jahre ihre Jugendliebe Walter Bielstock. Als dieser in den Mordanschlag auf Matthias Erzberger verwickelt wird, scheitert die Ehe. Einige Jahre später werden Victoria und der jüdische Journalist Dr. Robert Wolff ein Paar. Bald kommt die gemeinsame Tochter Friederike zur Welt. In den Wirren der Zeit des Nationalsozialismus muss die Familie mehrfach fliehen, Victoria und Robert trennen sich und finden wieder zueinander.
Susanne, als Zimmermädchen im angesehenen „Parkhotel“ tätig, verliebt sich in einen amerikanischen Journalisten und Betrüger und reist diesem in die Schweiz nach. Nach ihrer Rückkehr wird sie schwanger. Der Gastwirt Werner Brombach, den sie bald darauf heiratet, akzeptiert den Sohn Friedrich als eigenes Kind. Friedrich nimmt später als überzeugter Soldat am Zweiten Weltkrieg teil und kehrt 1944 als Versehrter in die Heimat zurück. Er nimmt sich nach einer unglücklichen Liebesbeziehung das Leben.
Vater Fritz Vollmer ist zunächst Besitzer eines Friseursalons. Nach dem Konkurs findet er eine Anstellung in dem Salon des „Parkhotels“ und steigt dort bald zum Chef auf. Er heiratet Anette Seidelmann, die ehemalige Hausdame des Hotels. Fritz Vollmer entwickelt sich zu einem überzeugten Nationalsozialisten.

## Hintergrund
Die erste Staffel mit dem Titel Goldene Zeiten spielt zur Zeit der Weimarer Republik. Titel der zweiten Staffel ist Goldene Zeiten – Bittere Zeiten. Sie beginnt mit der Machtergreifung der Nationalsozialisten.

## Schauspieler und Rollen
| Schauspieler        | Rolle                | Folgen |
| ------------------- | -------------------- | ------ |
| Peter Schiff        | Fritz Vollmer        | 20     |
| Ilona Grübel        | Victoria Vollmer     | 20     |
| Jocelyne Boisseau   | Susanne Vollmer      | 19     |
| Wolf Roth           | Dr. Robert Wolff     | 18     |
| Alexander Radszun   | Walter Bielstock     | 17     |
| Walter Buschhoff    | Rodeweil             | 17     |
| Margot Leonard      | Annette Seidelmann   | 13     |
| Lukas Ammann        | Hoteldirektor Winter | 13     |
| Gernot Endemann     | Werner Bomback       | 9      |
| Heinz Schubert      | Oswald Klein         | 6      |
| Evelyn Opela        | Olga Vesela          | 6      |
| Gisela Trowe        | Frau Bielstock       | 6      |
| Hélène Arié         | Marie-Claire         | 6      |
| Vernon Dobtcheff    | M. Bernard           | 6      |
| Claudine Coster     | Mme Berteaux         | 6      |
| Karl-Michael Vogler | Direktor Rabe        | 5      |
| Helga Trümper       | Pauline              | 2      |

## Episoden
| Folge | Erstausstrahlung   |
| ----- | ------------------ |
| 1     | 29. September 1981 |
| 2     | 6. Oktober 1981    |
| 3     | 13. Oktober 1981   |
| 4     | 20. Oktober 1981   |
| 5     | 27. Oktober 1981   |
| 6     | 3. November 1981   |
| 7     | 10. November 1981  |
| 8     | 17. November 1981  |
| 9     | 24. November 1981  |
| 10    | 1. Dezember 1981   |
| 11    | 8. Dezember 1981   |

| Folge | Erstausstrahlung |
| ----- | ---------------- |
| 12    | 3. Januar 1985   |
| 13    | 10. Januar 1985  |
| 14    | 17. Januar 1985  |
| 15    | 24. Januar 1985  |
| 16    | 31. Januar 1985  |
| 17    | 7. Februar 1985  |
| 18    | 14. Februar 1985 |
| 19    | 21. Februar 1985 |
| 20    | 28. Februar 1985 |

## DVD-Veröffentlichungen
Die 20 Episoden wurden am 30. März 2012 in einer Komplettbox von Studio Hamburg Enterprises auf DVD veröffentlicht.